# David George Kendall
David George Kendall FRS  (15 de enero de 1918 – 23 de octubre de 2007)  fue un estadístico y matemático inglés, conocido por su trabajo sobre probabilidad, análisis estadístico de formas, líneas ley y teoría de colas. Pasó la mayor parte de su vida académica en la Universidad de Oxford (1946-1962) y la Universidad de Cambridge (1962-1985). Trabajó con MS Bartlett durante la Segunda Guerra Mundial y visitó la Universidad de Princeton después de la guerra. 

## Vida y carrera
David George Kendall nació el 15 de enero de 1918 en Ripon, West Riding de Yorkshire, y asistió a la Ripon Grammar School antes de asistir al Queen's College, Oxford, donde se graduó en 1939. 
Trabajó en cohetería en el Establecimiento de Desarrollo de Proyectiles del Ministerio de Suministros durante la Segunda Guerra Mundial, antes de trasladarse al Magdalen College, Oxford, en 1946.
En 1962 fue nombrado primer profesor de Estadística Matemática en el Laboratorio de Estadística de la Universidad de Cambridge; cargo que ocupó hasta su jubilación en 1985. Fue elegido para una beca de profesor en Churchill College y fue fideicomisario fundador de Rollo Davidson Trust. En 1986, la Universidad de Bath le concedió el título honorífico (Doctor en Ciencias).
Kendall era un experto en probabilidad y análisis de datos, y fue pionero en el análisis estadístico de formas, incluido el estudio de las líneas ley. Definió la notación de Kendall para la teoría de colas.
La Royal Statistical Society le otorgó la Medalla Guy de Plata en 1955, seguida en 1981 de la Medalla Guy de Oro. En 1980, la Sociedad Matemática de Londres otorgó a Kendall su Premio Senior Whitehead y en 1989 su Medalla De Morgan. Fue elegido miembro de la Royal Society en 1964. Kendall también jugó un papel clave en la fundación de la Sociedad Bernoulli en 1975 y fue su presidente inicial.
Estuvo casado con Diana Fletcher desde 1952 hasta su muerte. Tuvieron dos hijos y cuatro hijas, entre ellos Wilfrid Kendall, profesor del Departamento de Estadística de la Universidad de Warwick, la periodista Bridget Kendall MBE, Felicity Kendall Hickman, Judy Kendall, lectora y poeta de la Universidad de Salford, George Kendall y Harriet Strudwick., el hermano de las Antípodas.